# 赫德冰帽
62°41′0.3″S 60°22′06.3″W / 62.683417°S 60.368417°W

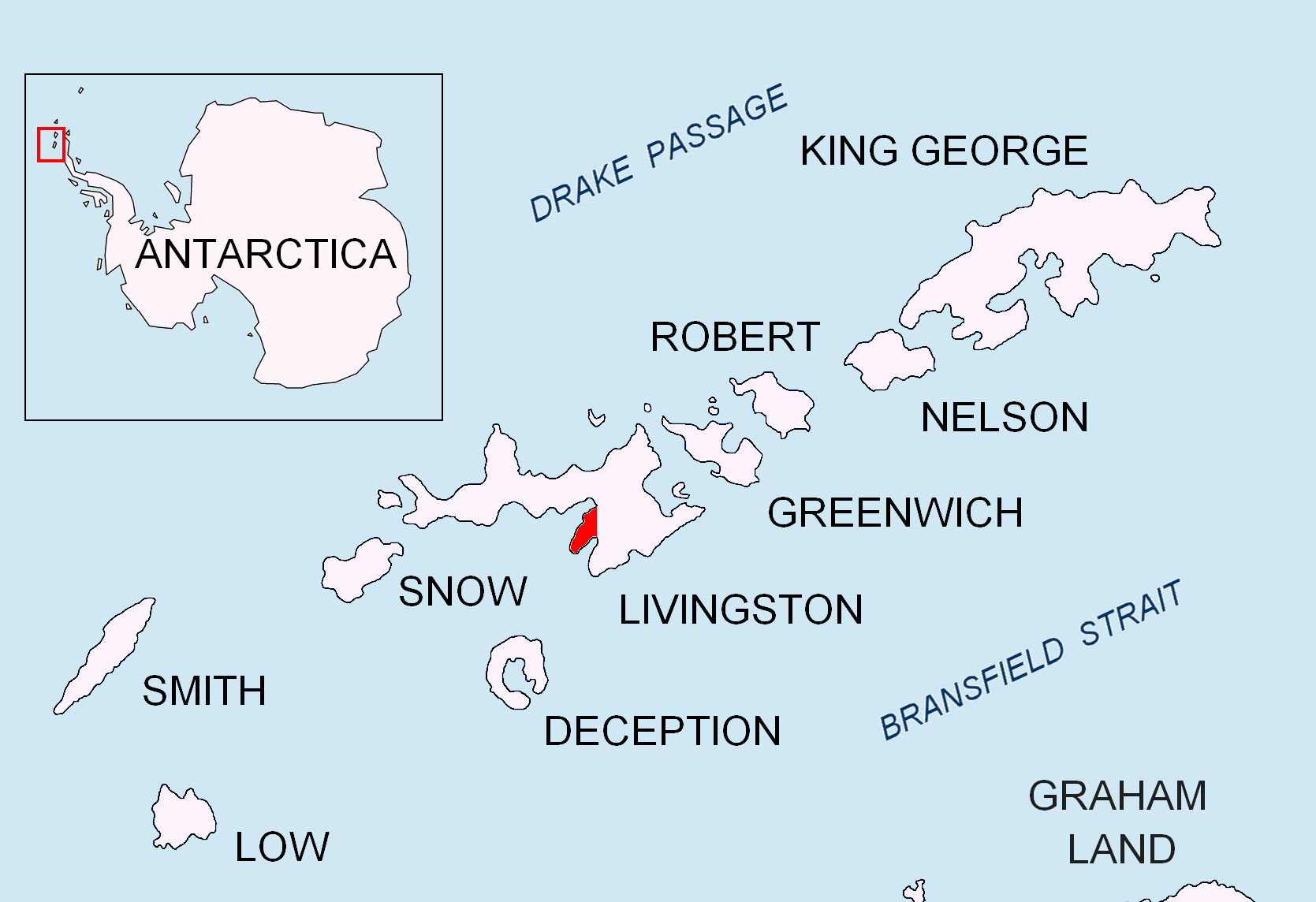

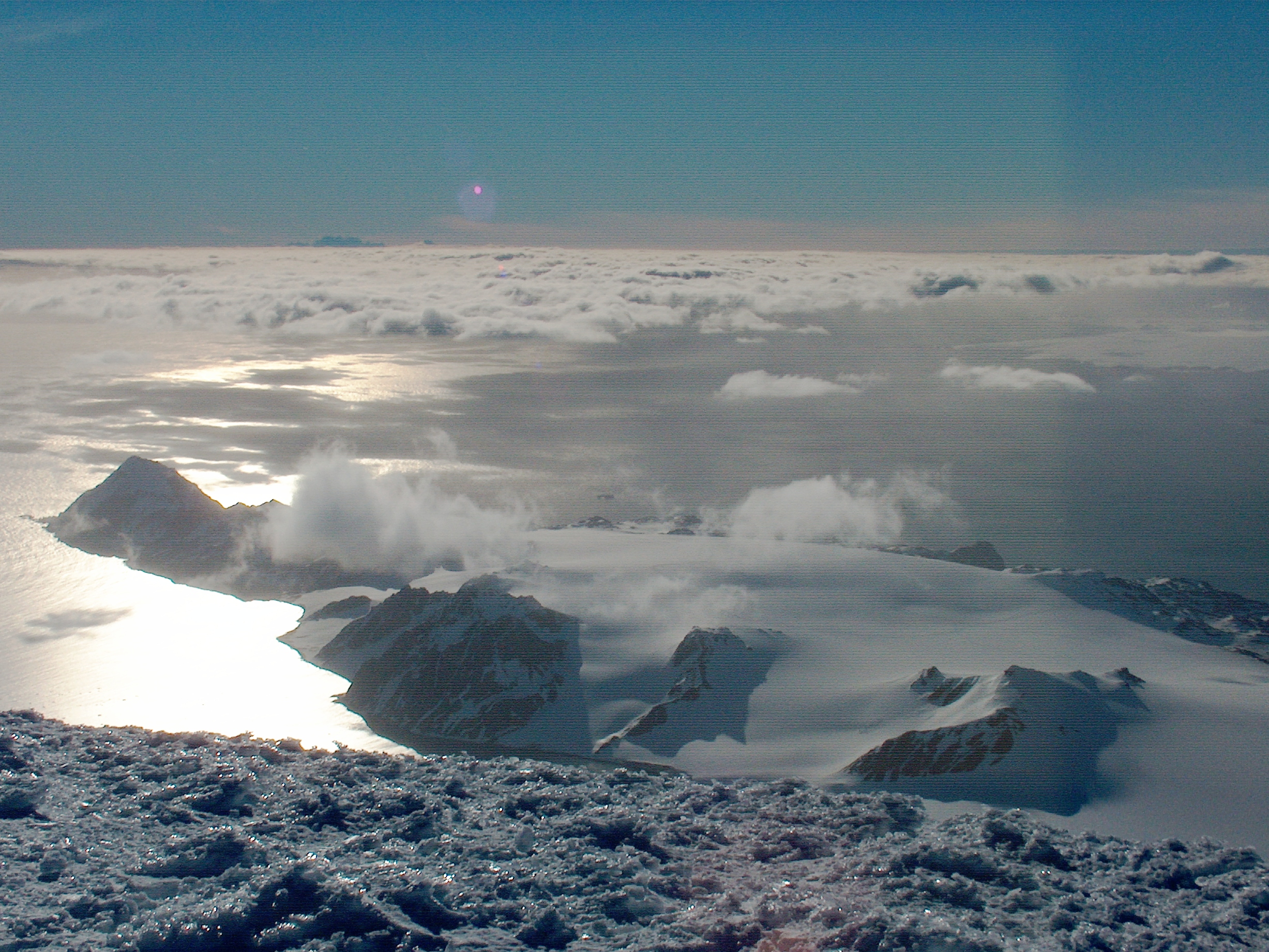

赫德冰帽是南極洲的冰帽，位於南設得蘭群島中利文斯頓島的赫德半島南部，處於米耶斯崖東南面5.33公里和赫斯佩里得斯角以南4.45公里。

## 外部連結
- Hurd Ice Cap. （页面存档备份，存于） SCAR Composite Gazetteer of Antarctica.